# Electronic body music
L'Electronic body music (més coneguda com a EBM) és un gènere musical que combina elements de la música industrial i l'electropunk.
Va emergir a principis i mitjans anys 80, amb influències de la música industrial de l'època (Throbbing Gristle, Cabaret Voltaire), l'electropunk europeu (DAF, Liaisons Dangereuses, Portion Control) i la música electrònica més propera al techno (Kraftwerk).

## Característiques
L'estil es caracteritza per bases de percussió electrònica ballables, contundents i de vegades mínimes; veus generalment cridades, bordades o distorsionades amb efectes d'eco i reverberació; samples manipulats i distorsionats i seqüències repetides. Alguns dels sintetitzadors més usats en la primera fase de l'EBM són el Korg MS-20, l'Emulator II, l'Oberheim Matrix o el Yamaha DX7. Els rítmes estereotípics de l'EBM solen ser 4/4, sincopats un poc per suggerir una estructura rítmica tipus rock.

## Etimologia
El terme va ser creat pel grup belga Front 242 el 1984 per descriure la música del seu EP No Comment, que va aparèixer el mateix any.
Alguns anys abans, els alemanys DAF havien fet servir el terme "Körpermusik" (música pel cos) per descriure el seu estil d'electropunk ballable en una entrevista.
Un altre terme que es va fer servir per descriure l'EBM, especialment a l'Alemanya de finals dels anys 80, és aggrepo, una contracció d'"aggresive pop".

## Història
A principis dels 80, artistes com Front 242 o Nitzer Ebb (tots dos influenciats per grups com ara Deutsch-Amerikanische Freundschaft, Cabaret Voltaire i Throbbing Gristle) van començar a combinar l'electropunk alemany amb elements de la música industrial anglesa. El resultat d'aquesta mescla va ser un so ballable i directe, que és el que va acabar anomenant-se EBM l'any 1984. Dos àlbums importants de l'època són "Official Version", dels Front 242, i "That Total Age", dels Nitzer Ebb. Tots dos van sortir el 1987, i cada un d'ells prefigura un tipus d'EBM: el més experimental de Front 242, proper a Cabaret Voltaire, i el més ballable i contundent de Nitzer Ebb, proper a DAF.
A la segona meitat dels 80, grups canadencs i estatunidencs com ara Front Line Assembly, Skinny Puppy, Ministry, Batz Without Flesh o Schnitt Acht van començar a fer servir elements típics de l'EBM europeu. Alguns combinaven aquestes influències amb l'agressivitat de la música post-industrial americana.
Poc després, uns quants grups, com ara els Nine Inch Nails o els mateixos Ministry van crear un so orientat cap a la música rock i fins i tot el heavy metal sota la influència de l'EBM. Un dels singles més coneguts d'aquest so és Head Like A Hole, llançat el 1989 pels Nine Inch Nails.
Entretant, l'EBM s'havia fet popular en alguns clubs nocturns d'Europa. Els segells més importants d'aquest període eren els belgues PIAS, Antler-Subway i KK Records; els alemanys Animalized, Techno Drome International i Zoth Ommog; el nord-americà Wax Trax! i els suecs Front Music Production i Energy (més tard fusionat amb Energy Rekords).
Altres artistes coneguts a l'escena europea de l'època, a part de Front 242 i Nitzer Ebb, eren Die Krupps, Vomito Negro, Signal Aout 42, Insekt, Force Dimension, Bigod 20 i Electro Assassin. Fins i tot alguns grups que no es dedicaven normalment a l'EBM treien alguna cançó de l'estil per la popularitat que va assolir en els clubs d'Europa.
Alguns grups EBM van influenciar molts artistes del new beat i el trance goa (ex. Juno Reactor, Astral Projection, Eon Project).

## Evolució i derivats

### Primers canvis
Entre principis i mitjans dels 90, molts grups d'EBM es van separar o van canviar el seu estil, ja sigui cap a la música industrial, o cap al heavy metal. Els canvis d'estil i posterior manca d'àlbums nous de Front 242 van iniciar la fi de l'EBM vuitanter. Nitzer Ebb es van convertir en un grup de rock electrònic. Sense cap líder visible, el primer moviment d'EBM es va esvanir cap a mitjans dels 90.
Grups nous, com ara Leæther Strip, :wumpscut:, i els primers VNV Nation, van començar a combinar percussions distorsionades i contundents amb melodies de sintetitzador, sota la influència de l'EBM. Que aquests grups formin part realment de l'EBM o no és molt controvertit. Alguns senzillament els etiqueten EBM, mentre que d'altres prefereixen termes tipus electro-industrial, abreviat a elektro a Sud-amèrica i Alemanya. Un altre subgènere molt semblant de l'època és el dark electro, que incorpora veus sinistres, crits, lletres gòtiques i melodies depriments. Alguns grups representatius són yelworC, Mortal Constraint, Trial i Tri-state.

### Evolucions posteriors
Un derivat més recent d'aquests gèneres és l'aggrotech, que radicalitza l'agressivitat de l'electro-industrial amb estructures més aspres, percussió directa tipus techno i lletres agressives, generalment amb veus distorsionades, que tracten temes des d'una perspectiva militant, pessimista o explícita. Alguns grups d'aquesta tendència són Funker Vogt, Tactical Sekt, Hocico, els últims discos de Suicide Commando, Feindflug, Dismantled, i Velvet Acid Christ.
Cap a finals dels 90, uns quants grups (particularment VNV Nation, Covenant, i Apoptygma Berzerk) van incorporar cada cop més influències del pop electrònic i el trance. Ronan Harris, de VNV Nation, i Stephan Groth, d'Apoptygma Berzerk, van batejar aquest estil futurepop.
Al mateix temps, amb alguns artistes techno de l'escena europea passava tot el contrari. Gent com Terence Fixmer, Thomas P. Heckmann, David Carretta i, als Estats Units, Adam X, cada cop incloïen més elements d'EBM al seu so. Aquesta tendència es va desenvolupar paral·lelament a l'electroclash i, al mateix temps que l'escena electroclash perdia popularitat, alguns dels seus artistes es van passar a aquesta barreja de techno i EBM, particularment The Hacker. Aquest estil, i d'altres més propers a l'aggrotech, s'estan començant a agrupar sota el nom Techno Body Music, o TBM, inventat per Andy LaPlegua el 2005 per designar una cançó de Combichrist.
Altres grups més recents, en canvi, han començat a introduir tendències de l'EBM més antic. Alguns exemples són Ionic Vision, Spetsnaz, i Proceed.

## Artistes EBM importants
- A Split-Second (Bèlgica)
- Aircrash Bureau (Alemanya)
- And One (Alemanya)
- Apoptygma Berzerk (Noruega)
- Armageddon Dildos (Alemanya)
- Assemblage 23 (Seattle, Estats Units d'Amèrica)
- Bigod 20 (Alemanya)
- Code 64
- Covenant (Helsingborg, Suècia)
- D.A.F. (Alemanya)
- DRP (Japó)
- Dupont (Suècia) [només el primer àlbum]
- Electro Assassin (Regne Unit)
- Fatal Morgana (Bèlgica)
- Force Dimension (Països Baixos)
- Front 242 (Bèlgica)
- Front Line Assembly (Canadà) [1987-1989]
- Insekt (Bèlgica)
- Inside Treatment (Suècia)
- The Invincible Spirit (Alemanya)
- Ionic Vision (Bèlgica)
- The Klinik (Bèlgica)
- Kode IV (Bèlgica)
- Die Krupps (Alemanya) [només el segon àlbum]
- Leæther Strip (Dinamarca) [només el primer àlbum]
- Megabeat (València)
- Nitzer Ebb (Anglaterra)
- Oomph! (Alemanya) [només el primer àlbum]
- Orange Sector (Alemanya)
- Paranoid (Alemanya)
- Pouppée Fabrikk (Suècia)
- Proceed (Alemanya)
- Scapa Flow (Suècia)
- Shift (Bèlgica)
- Signal Aout 42 (Bèlgica)
- Spetsnaz (Suècia)
- Sturm Café (Suècia)
- Tommi Stumpff (Alemanya)
- Typis Belgis (Bèlgica)
- Vomito Negro (Bèlgica)